# Fort Pickens
Pour l’article homonyme, voir Pickens.
Le Fort Pickens est un fort historique des États-Unis situé à la pointe ouest de l'île de Santa Rosa dans la région de Pensacola construit en 1834 et désarmé en 1947. C'était le plus important des quatre bastions construits pour la protection de la baie de Pensacola et de son chantier naval. De forme pentagonale, il tire son nom d'Andrew Pickens, un héros de la Guerre d'indépendance des États-Unis. Le fort a été achevé en 1834 et a été l’un des rares forts dans le Sud à être resté entre les mains de l’Union tout au long de la guerre de Sécession. Il a été désaffecté en 1947.
De 1886 à mai 1887, le célèbre chef des apaches Geronimo y a été prisonnier en compagnie de certains de ses guerriers.